# Elin Rubensson
Elin Rubensson est une footballeuse internationale suédoise née le 11 mai 1993 à Ystad. Elle évolue au poste de milieu de terrain au BK Häcken.

## Biographie

### En équipe nationale
Avec les moins de 19 ans, Elin Rubensson participe au championnat d'Europe des moins de 19 ans 2012 organisé en Turquie. La Suède remporte la compétition en battant l'Espagne en finale.
En 2015, Rubensson est retenue par la sélectionneuse Pia Sundhage afin de participer à la Coupe du monde 2015 au Canada. Elle dispute quatre matchs lors du mondial. La Suède atteint les huitièmes de finale de la compétition, en étant battue par l'Allemagne.
En 2016, elle figure dans la liste des 18 joueuses qui participent aux Jeux olympiques d'été de 2016 organisés au Brésil.

## Palmarès
- Vainqueur du championnat d'Europe des moins de 19 ans 2012 avec l'équipe de Suède des moins de 19 ans
- Championne de Suède en 2010, 2011, 2013 et 2014 avec le FC Malmö
- Vainqueur de la Supercoupe de Suède en 2011 et 2012 avec le FC Malmö
- Troisième de la Coupe du monde féminine de football 2019